# Claudia Wallin
Claudia Wallin (Río de Janeiro), es una periodista, consultora y escritora brasileña radicada en Suecia.
Estudió en la Universidad Federal de Río de Janeiro y realizó un máster en Universidad de Birmingham, sobre la Europa del Este.
Actualmente vive en Estocolmo. Trabajó durante 10 años en Londres como directora de International Herald Tribune TV, productora de la sección brasileña de BBC World Service, colaboradora para la Red Globo.

## Libros
- 2014, Um país sem excelências e mordomias ISBN 978-85-8130-237-9